# Mollabürhanlı
Mollabürhanlı är en ort i Azerbajdzjan.   Den ligger i distriktet Xaçmaz Rayonu, i den nordöstra delen av landet, 150 km nordväst om huvudstaden Baku. Mollabürhanlı ligger 175 meter över havet och antalet invånare är 927.
Terrängen runt Mollabürhanlı är lite kuperad. Runt Mollabürhanlı är det ganska tätbefolkat, med 65 invånare per kvadratkilometer.. Närmaste större samhälle är Xaçmaz, 7,9 km öster om Mollabürhanlı.
Trakten runt Mollabürhanlı består till största delen av jordbruksmark.